# Philodromus parietalis
Philodromus parietalis är en spindelart som beskrevs av Simon 1875. Philodromus parietalis ingår i släktet Philodromus och familjen snabblöparspindlar. Inga underarter finns listade i Catalogue of Life.